# Edward Howell
Edward Howell (* 16. Oktober 1792 in Newburgh, New York; † 30. Januar 1871 in Bath, New York) war ein US-amerikanischer Jurist und Politiker. Zwischen 1833 und 1835 vertrat er den Bundesstaat New York im US-Repräsentantenhaus.

## Werdegang
Edward Howell wurde ungefähr neun Jahre nach dem Ende des Unabhängigkeitskrieges im Orange County geboren. Er besuchte öffentliche Schulen. 1808 zog er nach Sidney und im folgenden Jahr von dort nach Unadilla, wo er an einer Schule unterrichtete. Dann zog er 1811 nach Bath. Am 30. Dezember 1817 wurde er zum Postmeister in Bath ernannt – ein Posten, den er bis zum 13. August 1821 innehatte. Zwischen 1818 und 1821 arbeitete er als County Clerk im Steuben County. Er studierte Jura. Nach dem Erhalt seiner Zulassung als Anwalt 1823 begann er in Bath zu praktizieren. Zwischen 1829 und 1834 war er Bezirksstaatsanwalt im Steuben County. Er saß 1832 in der New York State Assembly. Politisch gehörte er der Jacksonian-Fraktion an.
Bei den Kongresswahlen des Jahres 1832 für den 23. Kongress wurde Howell im 27. Wahlbezirk von New York in das US-Repräsentantenhaus in Washington, D.C. gewählt, wo er am 4. März 1833 die Nachfolge von Frederick Whittlesey antrat. Da er auf eine erneute Kandidatur 1834 verzichtete, schied er nach dem 3. März 1835 aus dem Kongress aus.
Zwischen 1836 und 1840 war er wieder Bezirksstaatsanwalt im Steuben County. Danach praktizierte er als Anwalt. Er verstarb ungefähr sechs Jahre nach dem Ende des Bürgerkrieges in Bath und wurde dann auf dem Grove Cemetery beigesetzt.